# Lijst van weg- en veldkapellen in Bergen op Zoom
Dit is een onvolledige lijst van veldkapellen in de gemeente Bergen op Zoom. Kapelletjes komen vooral in het zuiden van Nederland voor en werden dikwijls gebouwd ter verering van een heilige.
| Kapel               | Adres                       | Plaats         | Bouwperiode | Architect           | Foto |
| ------------------- | --------------------------- | -------------- | ----------- | ------------------- | ---- |
| Mariakapel          | Steenbergsestraat-Hofstraat | Bergen op Zoom | Ca. 1945    |                     |      |
| Mariakapel          | Huijbergsebaan              | Bergen op Zoom | 1935        |                     |      |
| Grafkapel           | Begraafplaats, Mastendreef  | Bergen op Zoom | 1870-1900   |                     |      |
| Sint-Gertrudiskapel | Scheldebaan                 | Bergen op Zoom | 1989        |                     |      |
| Sint-Quirinuskapel  | Thoolseweg-Halsterseweg     | Halsteren      | 1983        | Alphons van Woerkom |      |